# Aula Castelao de Philosophie
L'Aula Castelao de Philosophie est un groupe de philosophes et de professeurs liés à la philosophie créé à Pontevedra, en Espagne, en 1982.

## Histoire

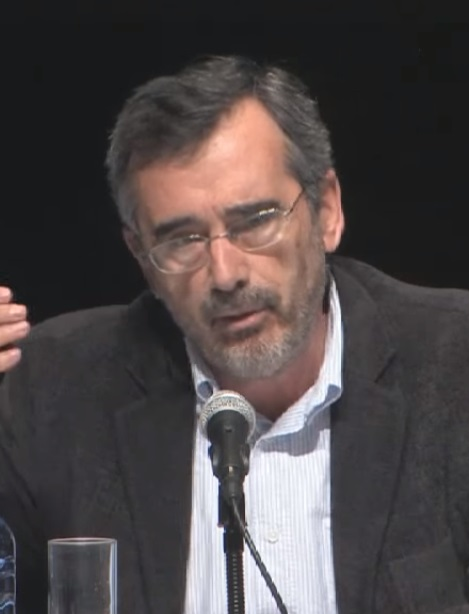
Manuel Cruz lors d'une conférence en 2013.

L'association a été créée au cours de l'année scolaire 1981-82 à Pontevedra. Son premier président a été Ramón Regueira Varela, professeur de philosophie au lycée Valle-Inclán.
Les présidents de l'Aula Castelao de Philosophie sont les suivants : 
- Ramón Regueira Varela, 1982-1993.
- Domingos Antón García Fernández, 1994-1998.
- Carme Adán Villamarín, 1999-2005.
- Fernando Pérez López, 2005-2006.
- Julio Leal Carreira, 2006-2008.
- Carlos Calviño Barreiro, 2009-2013.
- Ana Ruth Regueira García, 2014.

L'Aula Castelao de Philosophie a reçu plusieurs prix :
- Prix Cidade de Pontevedra en 2005[1].
- Pedrón de Ouro en 2006[2].
- Prix Xoán Manuel Pintos en 2011[3].

## Caractéristiques
Ses objectifs sont le renouvellement thématique et méthodologique dans le domaine de l'éducation et la normalisation de la langue galicienne dans les domaines de la connaissance et, en particulier, dans celui de la philosophie.
L'Aula Castelao organise chaque année la Semaine de la philosophie galicienne. Elle organise également des réunions, des congrès, des journées pédagogiques et des conférences. Ses collaborateurs ont publié des articles et des livres d'essai individuellement ou collectivement.

## Voir également